# Auxa gibbicollis
Auxa gibbicollis là một loài bọ cánh cứng trong họ Cerambycidae.